# Hercostomus interstinctus
Hercostomus interstinctus är en tvåvingeart som beskrevs av Becker 1922. Hercostomus interstinctus ingår i släktet Hercostomus och familjen styltflugor. Inga underarter finns listade i Catalogue of Life.